# Alois Vašátko
Alois Vašátko DFC (25. srpna 1908, Čelákovice – 23. června 1942) byl československý letecký důstojník v době druhé světové války. Spolu s Josefem Františkem a Karlem Kuttelwascherem byl jedním z nejúspěšnějších československých stíhacích pilotů války.

## Život

### Do roku 1939
Narodil se v Čelákovicích jako jedno z pěti dětí místního truhláře, později válečného invalidy. Rodina se přestěhovala do Týniště nad Orlicí, kde Alois Vašátko vychodil měšťanskou školu. Po maturitě s vyznamenáním na Učitelském ústavu v Hradci Králové se stal učitelem na tehdejší menšinové české škole v Litoměřicích. O několik měsíců později nastoupil 1. října 1928 základní vojenskou službu v Československé armádě u dělostřelectva. Po ukončení prezenční služby v hodnosti podporučík začal v roce 1929 studovat na Vojenské akademii v Hranicích, z níž byl v červenci 1931 vyřazen jako poručík. Vystřídal mnohá zařazení v rámci československého dělostřelectva, velel i 2. baterii 7. dělostřeleckého pluku v Olomouci, a působil jako instruktor v Dělostřeleckém učilišti, od 1. října 1935 v hodnosti nadporučíka.
V roce 1935 absolvoval kurs letounových pozorovatelů ve Vojenském leteckém učilišti v Prostějově, a ke dni 31. 12. 1936 byl od dělostřelectva přeložen k letectvu. Od 15. listopadu 1937 byl velitelem 14. pozorovací letky 2. leteckého pluku Dr. E. Beneše v Olomouci, vyzbrojené dvouplošníky Letov Š-328. V letech 1937 až 1938 zde absolvoval i pilotní výcvik.

### Zahraniční voják
Po Mnichovské dohodě a březnovém obsazení zbytku Československa nacistickým Německem se v červenci 1939 nelegálním přechodem státní hranice přes slovenské Beskydy dostal do Polska, kde se prostřednictvím československého konzulátu v Krakově přihlásil do nově vznikajících československých jednotek. Spolu s dalšími Čechoslováky odplul z přístavu Gdyně 28. července na palubě lodi Chrobry do Francie. Po začátku druhé světové války byl zařazen do stavu Armée de l'air. Po zařazení ke stíhačům se přeškolil v pilotní škole v Chartres, kde byl 1. května povýšen na kapitána letectva a 11. května se spolu s Tomášem Vybíralem a Adolfem Vránou připojil ke Groupe de Chasse I/5. Létal na amerických letounech Curtiss H-75. Během bitvy o Francii sestřelil dvanáct nepřátelských letadel jistě a dvě pravděpodobně a stal se tak nejúspěšnějším československým pilotem a pátým nejúspěšnějším esem Armée de l'air tohoto střetnutí.

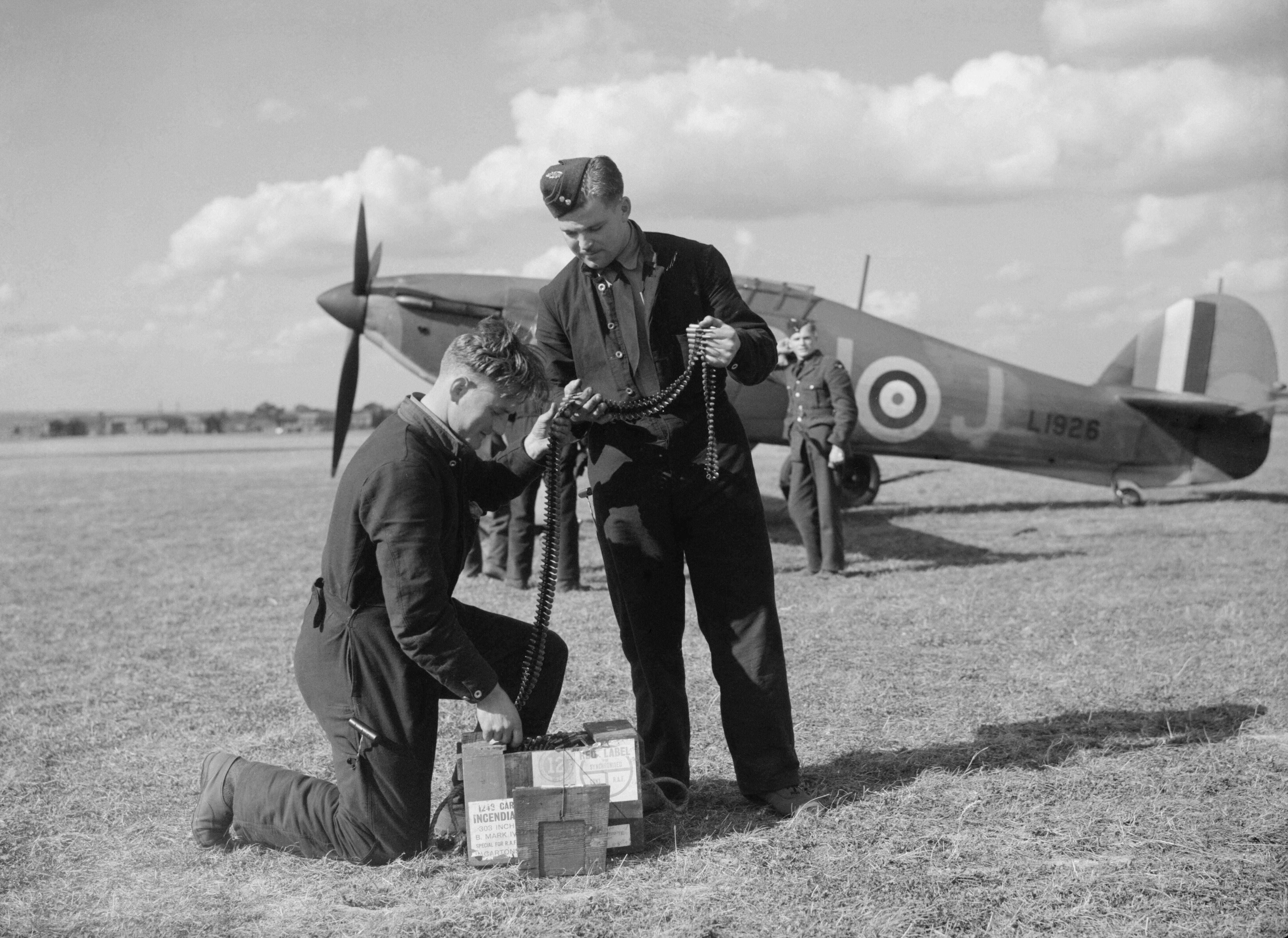
Zbrojíři připravují nábojové pásy, v pozadí Hurricane DU-J, s nímž se Alois Vašátko podílel na sestřelu Ju 88 dne 8. října 1940

Po porážce Francie, cestou přes Maroko a lodí přes britský Gibraltar se dostal do velšského Cardiffu. Sloužil u 312. československé stíhací perutě na Hurricanech a účastnil se bitvy o Británii. Společně s poručíkem Denysem Gillamem a seržantem Josefem Stehlíkem zaznamenal její první vítězství, když 8. října 1940 nad Liverpoolem sestřelili německý bombardér Junkers Ju 88. 28. října 1940 byl povýšen na štábního kapitána a od 7. listopadu byl velitelem letky „B“ peruti.
Na post velitele 312. perutě byl povýšen 5. června 1941 (v jejím čele vystřídal Jana Klána).
Na základě zkušeností s operacemi peruti v sestavě Kenleyského wingu (křídla) RAF začal prosazovat vznik stejného seskupení z československých stíhacích perutí, a poté, co Československé křídlo vzniklo, stal se 1. května 1942 jeho prvním velitelem.

### Smrt v boji
Alois Vašátko byl zabit v akci 23. června 1942, když se jeho stroj Supermarine Spitfire Mk.VB v souboji se skupinou letounů Fw 190 srazil s letadlem Wilhelma Reuschlinga ze 7./JG 2 a spadl do vod kanálu La Manche nedaleko mysu Start Point. Vašátkovo tělo nebylo nikdy nalezeno.
Se čtrnácti jistými a čtyřmi pravděpodobnými vzdušnými vítězstvími byl třetím nejúspěšnějším československým stíhacím pilotem za dobu války, po nadporučíkovi Karlu Kuttelwascherovi (20 jistých sestřelů a 2 pravděpodobné) a četaři Josefu Františkovi (17 jistých a 1 pravděpodobné vítězství).
Mimo pilotních schopností vynikal i svými velitelskými a organizačními kvalitami, a inspektor československého letectva ve Spojeném království, generál Karel Janoušek, jeho smrt označil za „nejkrutější ránu pro celé naše letectvo“.
Posmrtně byl Alois Vašátko povýšen do hodnosti majora (28. října 1942) a později na podplukovníka letectva (1. května 1944). Po sametové revoluci byl v roce 1991 povýšen do hodnosti plukovníka in memoriam a 7. března 1992 byl rozkazem prezidenta republiky povýšen do hodnosti generálmajora in memoriam.

## Pamětní místa a jiné památky
Dne 23. června 1946 byla slavnostně odhalena pamětní deska na jeho rodném domě v Čelákovicích, a jeho jméno nesou Vašátkovy ulice v Čelákovicích a Praze 14 (sídliště Černý Most II).
Jeho jméno je také vytesáno na panelu č. 64 britského Památníku letců v Runnymede.
Jeho portrét se nachází na poštovní známce tzv. londýnského vydání z roku 1945, a od 3. března 1948 nesl jeho jméno Letecký pluk 4 „Letce Vašátka“ Československého letectva, který byl ale komunistickým režimem již v roce 1950 přeznačen na 6. letecký pluk a jeho čestné pojmenování zaniklo.

## Vyznamenání
Alois Vašátko obdržel mnohá vysoká československá i spojenecká vyznamenání:
- Řád Bílého lva za vítězství I. třídy (11. listopadu 1949)[4]
- třikrát  |  |  Československý válečný kříž 1939
- dvakrát  |  Československá medaile Za chrabrost před nepřítelem
- francouzský  Legion d’honneur (Chevalier) (rytíř řádu Čestné legie)
- Croix de guerre se sedmi palmami
- britský  Záslužný letecký kříž v den jeho smrti
- Řád Milana Rastislava Štefánika III. třídy (1992)
- Pamětní medaile československé armády v zahraničí, se štítky F a VB
- Československá vojenská medaile za zásluhy, I. stupeň
- britská  Defence Medal
- britská  War Medal
- 1939–1945 Star, se štítkem za účast v bitvě o Británii
- Air Crew Europe Star